# آرمان میا
آرمان میا (بنگالی: আরমান মিয়া؛ زادهٔ ۱۰ اکتبر ۱۹۷۷) بازیکن فوتبال اهل بنگلادش بود.
وی همچنین در تیم‌های ملی فوتبال زیر ۲۳ سال بنگلادش، و بنگلادش بازی کرده است.